# Milo (unità periferica)
L'unità periferica di Milo (in greco Περιφερειακή ενότητα Μήλου?) è una delle tredici unità periferiche in cui è divisa la periferia dell'Egeo Meridionale.
Il territorio comprende le isole di Milo, Serifo, Kimolos, Sifanto oltre a numerose isole dell'Egeo.

## Geografia antropica

### Suddivisioni amministrative
L'unità periferica è stata istituita il 1º gennaio 2011 a seguito dell'entrata in vigore della riforma amministrativa detta piano Kallikratis. Precedentemente era parte della prefettura delle Cicladi ed è suddivisa nei seguenti comuni (i numeri si riferiscono alla posizione del comune nella mappa qui a fianco):
- Kimolos (9)
- Milo (11)
- Serifos (15)
- Sifanto (17)